# Hậu Nghệ
Hậu Nghệ (chữ Hán: 后羿), hoặc Đại Nghệ (大羿) hay Nghệ (羿), là một nhân vật truyền thuyết cổ đại Trung Hoa, được hình tượng hóa là một xạ thủ vĩ đại, gắn liền với truyền thuyết bắn hạ 9 mặt trời (射日英雄; Xạ nhật anh hùng) và câu chuyện liên quan tới Hằng Nga.
Tương truyền, khi đó 10 mặt trời đồng loạt xuất hiện, chỉ có Hậu Nghệ ra tay bắn hạ bớt mặt trời, dương gian lại trở lại tốt tươi, vì chiến công đó ông trở thành một vị thần, xưng gọi Tiễn Thần (箭神). Tuy nhiên trong sử sách thời Tiên Tần, có xuất hiện một Hậu Nghệ, người đã cướp ngôi nhà Hạ thay Thái Khang. Các sách sử Tiên Tần đều chép mập mờ, không rõ giữa Đại Nghệ và Hậu Nghệ có phải cùng một người hay không.
Dân gian không hề để ý tính sử liệu, mà gộp chung cả hai Nghệ làm một, cho nên thần tích bắn mặt trời được gọi là Hậu Nghệ xạ nhật (后羿射日).

## Lịch sử
Theo Trúc thư kỉ niên, Hậu Nghệ vốn là vua nước Hữu Cùng, một chư hầu thời nhà Hạ. Ông nổi tiếng có sức khoẻ hơn người và đặc biệt là có khả năng bắn cung rất giỏi, được xem là giỏi nhất thiên hạ lúc đó.
Năm 2188 TCN, Hạ Khải mất, con là Thái Khang lên thay. Thái Khang ham chơi bời, thích săn bắn, không quan tâm chính sự. Hậu Nghệ thường đi theo phục vụ Thái Khang. Thấy Thái Khang bỏ triều chính, Hậu Nghệ nảy sinh ý định giành ngôi.
Một hôm Thái Khang rời kinh đô đi săn ở đất Lạc. Hậu Nghệ bí mật điều quân từ nước Hữu Cùng sang tập kích kinh đô nhà Hạ, chiếm được kinh thành. Sau đó ông mang quân ra chặn bờ sông, phong toả lối về của Thái Khang. Nghe tin kinh thành thất thủ, Thái Khang vội mang quân trở về, nhưng đến bờ sông đã thấy quân Hữu Cùng đông đảo chặn đánh. Thái Khang biết không địch nổi quân Hậu Nghệ bèn bỏ chạy sang nước chư hầu. Thái Khang chạy ra ngoài, định tập hợp chư hầu đánh Hậu Nghệ, nhưng các chư hầu đều không phục Thái Khang, vì vậy Thái Khang phải lưu vong ở nước ngoài cho đến hết đời.
Hậu Nghệ cướp được ngôi nhà Hạ lại tỏ ra kiêu ngạo, bỏ chính sự như Thái Khang trước kia. Ông cũng ham mê săn bắn và thích uống rượu. Nhiều vị trung thần lo lắng can ngăn nhưng Hậu Nghệ không nghe theo, điều họ đi nơi khác.
Bầy tôi của Hậu Nghệ là Hàn Trác thấy Hậu Nghệ như vậy cũng nảy sinh ý định cướp ngai vàng, bề ngoài ra sức tán tụng lấy lòng ông nhưng bên trong toan tính giành ngôi. Hậu Nghệ tin tưởng Hàn Trác, giao cho Trác toàn bộ việc triều chính để hưởng lạc. Hàn Trác thường xuyên ra vào cung cấm, tư thông cả với vợ Hậu Nghệ mà Hậu Nghệ không hay biết.
Một ngày năm 2120 TCN, Hậu Nghệ đi săn, Hàn Trác đi theo. Trác mang rượu ngon ra dâng lên Hậu Nghệ. Ông uống rượu say bất tỉnh. Hàn Trác thừa cơ giết chết ông. Hàn Trác xẻo thịt ông nướng lên và mang cho con ông ăn. Con ông biết là thịt cha, bèn bỏ chạy, nhưng đến cổng thành thì bị quân của Hàn Trác giết chết. Trác giành ngôi của Hậu Nghệ và lấy luôn vợ ông.
Hậu Nghệ cướp ngôi nhà Hạ được khoảng 40 năm (2159 - 2120 TCN), không rõ bao nhiêu tuổi.

## Trong truyền thuyết

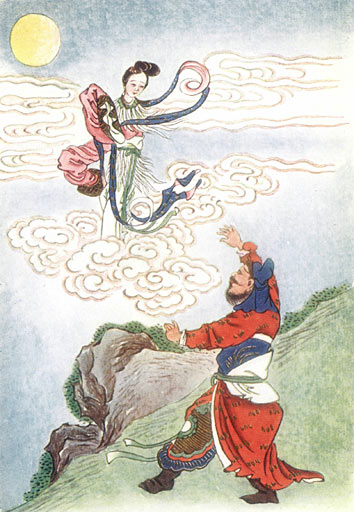
Hằng Nga bôn nguyệt.

Theo truyền thuyết Trung Quốc, Hậu Nghệ có vợ là Hằng Nga. Hai vợ chồng là những vị thần bất tử sống trên thượng giới.
Một hôm, mười người con trai của Ngọc Hoàng biến thành mười mặt trời, làm cho mặt đất trở nên nóng bỏng và khô cằn. Ngọc Hoàng ra lệnh cho các con mình ngừng phá hủy mặt đất không được bèn triệu Hậu Nghệ đến cứu giúp. Hậu Nghệ, bằng tài bắn cung của mình, đã bắn hạ chín mặt trời, chỉ để lại một người con trai của Ngọc Hoàng làm mặt trời. Ngọc Hoàng thấy chín con trai của ông đã chết bèn trừng phạt Hậu Nghệ bằng cách đày Hậu Nghệ và Hằng Nga xuống hạ giới để sống cuộc sống của con người.
Thấy Hằng Nga rất đau khổ vì bị mất khả năng bất tử, Hậu Nghệ quyết định lên đường đi tìm thuốc trường sinh trong một cuộc hành trình dài và đầy gian khổ, nguy hiểm để hai người có thể trở lại cuộc sống bất tử. Hậu Nghệ đã gặp được Tây Vương Mẫu. Tây Vương Mẫu đồng ý cho Hậu Nghệ một viên thuốc, nhưng dặn rằng mỗi người chỉ cần nửa viên để trở thành bất tử.
Hậu Nghệ mang viên thuốc về nhà và cất nó trong một cái hộp. Hậu Nghệ dặn Hằng Nga không được mở chiếc hộp. Khi ông đi vắng, Hằng Nga tò mò mở chiếc hộp và nhìn thấy viên thuốc ngay khi Hậu Nghệ quay lại nhà. Sợ Hậu Nghệ nhìn thấy, vô tình Hằng Nga đã nuốt chửng viên thuốc. Ngay lập tức Hằng Nga bay lên trời do thuốc quá mạnh. Mặc dù Hậu Nghệ muốn bắn Hằng Nga để tránh không cho nàng bị lơ lửng trên bầu trời, nhưng không thể nhằm mũi tên vào nàng. Hằng Nga cứ bay lên mãi cho đến khi đến Mặt Trăng.
Đó gọi là Hằng Nga bôn nguyệt (嫦娥奔月), là một trong những truyền thuyết nổi tiếng nhất trong dân gian Trung Hoa.